# Charles Owen Waterhouse
Charles Owen Waterhouse (19 de junho de 1843 – 4 de fevereiro de 1917) foi um entomologista inglês especializado em coleópteros. Ele era o filho mais velho de George Robert Waterhouse.
Waterhouse foi assistente de guarda no Museu Britânico (História Natural), Londres. Ele escreveu a parte Buprestidae de Frederick DuCane Godman e Biologia Centrali-Americana de Osbert Salvin (1889) e muitos artigos sobre as coleções mundiais de besouros do museu, descrevendo centenas de novas espécies.
Ele foi presidente da Royal Entomological Society de 1907 a 1908, e foi nomeado ISO nas Honras de Aniversário de 1910. Waterhouse morreu em fevereiro de 1917 aos 73 anos.